# Banjo
Banjo este un instrument muzical cu coarde ciupite.

Banjo

## Instrumente înrudite
- Bouzouki
- Chitară
- Mandolină
- Ukulele
- Vihuela